# Abelia floribunda
Die Abelia floribunda ist eine Pflanzenart innerhalb der Familie der Geißblattgewächse (Caprifoliaceae). Ihr Verbreitungsgebiet liegt im südlichen Mexiko.

## Beschreibung

### Erscheinungsbild und Blatt
Abelia floribunda wächst als halbimmergrüner bis immergrüner, selbstständig aufrechter, reichverzweigter Strauch, der Wuchshöhen von 0,5 bis 1,5 Metern erreicht. Die Rinde der gebogenen Zweige ist rötlich-braun und mit 0,010 bis 0,028 Millimeter langen, steifen, einfachen Haaren sowie Drüsenhaaren (Indument) bedeckt.
Die gegenständig an den Zweigen angeordneten Laubblätter sind in Blattstiel und Blattspreite gegliedert. Der steif behaarte Blattstiel ist mit einer Länge von 0,5 bis 3 Millimetern relativ kurz. Die krautige, einfache Blattspreite ist bei einer Länge von meist 1,4 bis 2 (0,9 bis 2,5) Zentimetern sowie einer Breite von 0,5 bis 1,5 Zentimetern länglich bis eiförmig mit stumpfer bis gerundeter oder keilförmiger Spreitenbasis und spitzem bis gerundetem oberen Ende. Der gesägte Blattrand besitzt meist etwa 56 Drüsenzähne. Die Blattfläche ist kahl oder am Rand kurz behaart. Es liegt Fiedernervatur vor. Die Nebenblätter sind nur 0,1 bis 0,2 Millimeter lang.

### Blütenstand und Blüte
An den Enden der Zweige stehen in den Blattachseln über einem nur 1,0 bis 2,5 Millimeter langen Blütenstandsschaft und zwei Tragblättern die hängenden Blüten paarweise oder manchmal einzeln. Die Deckblätter sind meist 0,5 bis 2 oder bis 3, selten bis zu 7 Millimeter lang; bei Abelia floribunda var. floribunda höchstens 2 Millimeter und bei Abelia floribunda var. foliacea mindestens 2 Millimeter. Der Blütenstiel ist 1 bis 3 Millimeter lang.
Die zwittrigen, duftenden Blüten sind schwach zygomorph und fünfzählig mit doppelter Blütenhülle. Die fünf nur sehr kurz verwachsenen, haltbaren Kelchblätter sind bei einer Länge von 6 bis 11 Millimetern sowie einer Breite von 1,5 bis 3 Millimetern elliptisch mit gerundetem oberen Ende. Sie sind grünlich-gelb bis purpurfarben und dicht mit kurzen Drüsenhaaren sowie einfachen Haaren bedeckt. Die Farbe der Kronblätter (bei der Wildform) ist karminrot. Die fünf 22 bis 40 Millimeter langen Kronblätter sind röhrig verwachsen. Der enge basale Bereich der Kronröhre besitzt eine Länge von 3 bis 6 Millimetern sowie einen Durchmesser von 3 bis 4 Millimetern, darüber verbreitet sich die Kronröhre auf einer Länge von 3 bis 3,5, selten bis zu 4,5 Zentimeter langsam bis zum Kronschlund, der einen Durchmesser von 0,6 bis 1,2 Zentimetern besitzt. Die fünf Kronzipfel sind 4 bis 7 Millimeter lang. Die Blütenkrone besitzt außen steife Haare und Drüsenhaare und der untere Bereich der Kronröhre ist innen steif behaart. In der Kronröhre sind drei Bänder mit Nektardrüsen vorhanden. Von den vier fertilen Staubblätter sind die unteren zwei etwas länger als die oberen. Bei den im unteren Bereich der Kronröhre inserierten Staubfäden ist der freie Bereich viel länger als der verwachsene. Die weißen Staubfäden sind im unteren Bereich behaart und im oberen kahl. Drei Fruchtblätter sind zu einem unterständigen, dreikammerigen Fruchtknoten verwachsen; zwei Fruchtknotenkammern sind steril. Der 3,5 bis 4,6 Millimeter lange Griffel endet in einer schwach kopfigen Narbe.

### Frucht und Samen
Auch während der Fruchtreife krönt der haltbare, dann purpurfarbene Blütenkelch die Frucht. Die Kapselfrucht ist 3,6 bis 5,2 Millimeter lang und steif-drüsig behaart. Die Kapselfrucht öffnet sich bei Reife nicht und enthält nur einen Samen. Die Samen besitzen Längen von 2,2 bis 3,0 Millimetern sowie Durchmesser von 1,8 bis 2,4 Millimetern.

### Chromosomensatz
Die Chromosomengrundzahl beträgt x = 8. Es liegt Diploidie vor, also 2n = 16.

## Vorkommen
Das natürliche Verbreitungsgebiet von Abelia floribunda sind die südlichen mexikanischen Bundesstaaten hauptsächlich Oaxaca sowie Chiapas, aber auch in Puebla sowie Veracruz. Sie gedeiht im Gebirge meist in Kiefern-Eichen-Wäldern.

## Systematik
Die Erstbeschreibung erfolgte 1844 unter dem Namen (Basionym) Vesalea floribunda durch Martin Martens und Henri Guillaume Galeotti in Bulletin de l'Academie Royale des Sciences et Belles-lettres de Bruxelles, Band 11, Nummer 1, S. 242. Die Neukombination zu Abelia floribunda (M.Martens & Galeotti) Decne. wurde 1846 durch Joseph Decaisne in der von Louis van Houtte herausgegebenen botanischen Zeitschrift Flore des serres et des jardins de l’Europe, Band 2, Tafel IV veröffentlicht. Der Gattungsname Abelia ehrt den britischen Arzt, Botaniker und Naturforscher Clarke Abel. Das Artepitheton floribunda bedeutet reichblütig. Weitere Synonyme für Abelia floribunda (M.Martens & Galeotti) Decne. sind: Linnaea floribunda (M.Martens & Galeotti) A.Braun & Vatke, Vesalea hirsuta M.Martens & Galeotti, Abelia speciosa Decne., Abelia hirsuta (M.Martens & Galeotti) Walp.
Der Umfang der Gattung Abelia wird kontrovers diskutiert; während beispielsweise in der Flora of China 2011 nur noch fünf ostasiatische Arten dazu gehören, haben Villarreal et al. 2013 die fünf mexikanischen Arten wieder hier eingeordnet. Die Art Abelia floribunda gehört zur Sektion Vesalea (M.Martens & Galeotti) Fukuoka aus der Gattung Abelia.
Von der Art Abelia floribunda gibt es zwei Varietäten:
- Abelia floribunda (M.Martens & Galeotti) Decne. var. floribunda[1]
- Abelia floribunda var. foliacea Villarreal: Sie wurde 2013 erstbeschrieben und ist nur vom Typusstandort bekannt. Sie gedeiht im Bergnebelwald in einer Höhenlage von 2100 Meter im westlichen Teil der Sierra Madre de Chiapas im Grenzgebiet zu Guatemala.[1]

## Nutzung
Einige Sorten von Abelia floribunda werden als Zierpflanzen in Parks und Gärten verwendet. Sie ist frostempfindlich und kann in Mitteleuropa nur an geschützten Standorten kultiviert werden.